# John Doar
John Michael Doar (Minneapolis, 3 dicembre 1921 – New York, 11 novembre 2014) è stato un avvocato statunitense.

## Biografia
John Michael Doar, ex consigliere anziano presso lo studio legale Doar Rieck Kaley & Mack con sede a New York, ha avuto un ruolo di rilievo come assistente del Procuratore generale presso il Dipartimento di giustizia per i diritti civili dal 1960 al 1967, durante gli anni della presidenza di John Fitzgerald Kennedy prima e della presidenza di Lyndon B. Johnson poi.
Il 1º ottobre 1962 scortò lo studente afroamericano James Howard Meredith durante il suo ingresso all'Università del Mississippi come primo studente di colore ad immatricolarvisi e sostenne l'integrazione razziale, aiutando il movimento per i diritti civili degli afroamericani (African-American Civil Rights Movement) nella sua attività di promozione e di istruzione alla registrazione nei registri elettorali degli appartenenti alla comunità nera nel sud degli Stati Uniti.
Nel 1961 esercitò a Montgomery, in Alabama, assistito da John Seigenthaler, proteggendo la campagna Freedom Rider; nel 1962 affrontò il governatore del Mississippi Ross Barnett nel suo tentativo di impedire l'iscrizione all'università del Mississippi allo studente di colore James Howard Meredith; perseguì Collie Leroy Wilkins per violazione dei diritti civili nell'omicidio di Viola Liuzzo in Alabama, riuscendo a convincere una giuria di soli bianchi; nel 1963 riuscì a calmare una folla inferocita dopo l'assassinio del leader dei diritti civili Medgar Evers, assassinato davanti alla sua abitazione.
Nel 1964 perseguì per violazione dei diritti civili i responsabili dell'assassinio degli attivisti per i diritti civili del Mississippi Andrew Goodman, James Earl Chaney e Michael Schwerner, avvenuto nella contea di Neshoba, in Mississippi e successivamente contribuì alla stesura del Civil Rights Act, firmato dal Presidente Johnson per garantire il rispetto dei diritti civili a tutti i cittadini; nel marzo del 1965 Doar fu il primo ad arrivare a Montgomery, in Alabama, per partecipare alla terza marcia da Selma a Montgomery, camminando innanzi alla folla nella sua qualità di Procuratore generale.
Nel 2012 è stato insignito della medaglia presidenziale della libertà dal Presidente Barack Obama.
È deceduto a New York, all'età di 92 anni, l'11 novembre 2014.